# Banuarea
Banuarea is een bestuurslaag in het regentschap Humbang Hasundutan van de provincie Noord-Sumatra, Indonesië. Banuarea telt 628 inwoners (volkstelling 2010).